# Orthocis guamae
Orthocis guamae es una especie de coleóptero de la familia Ciidae.

## Distribución geográfica
Habita en Guam.